# Josu Agirre

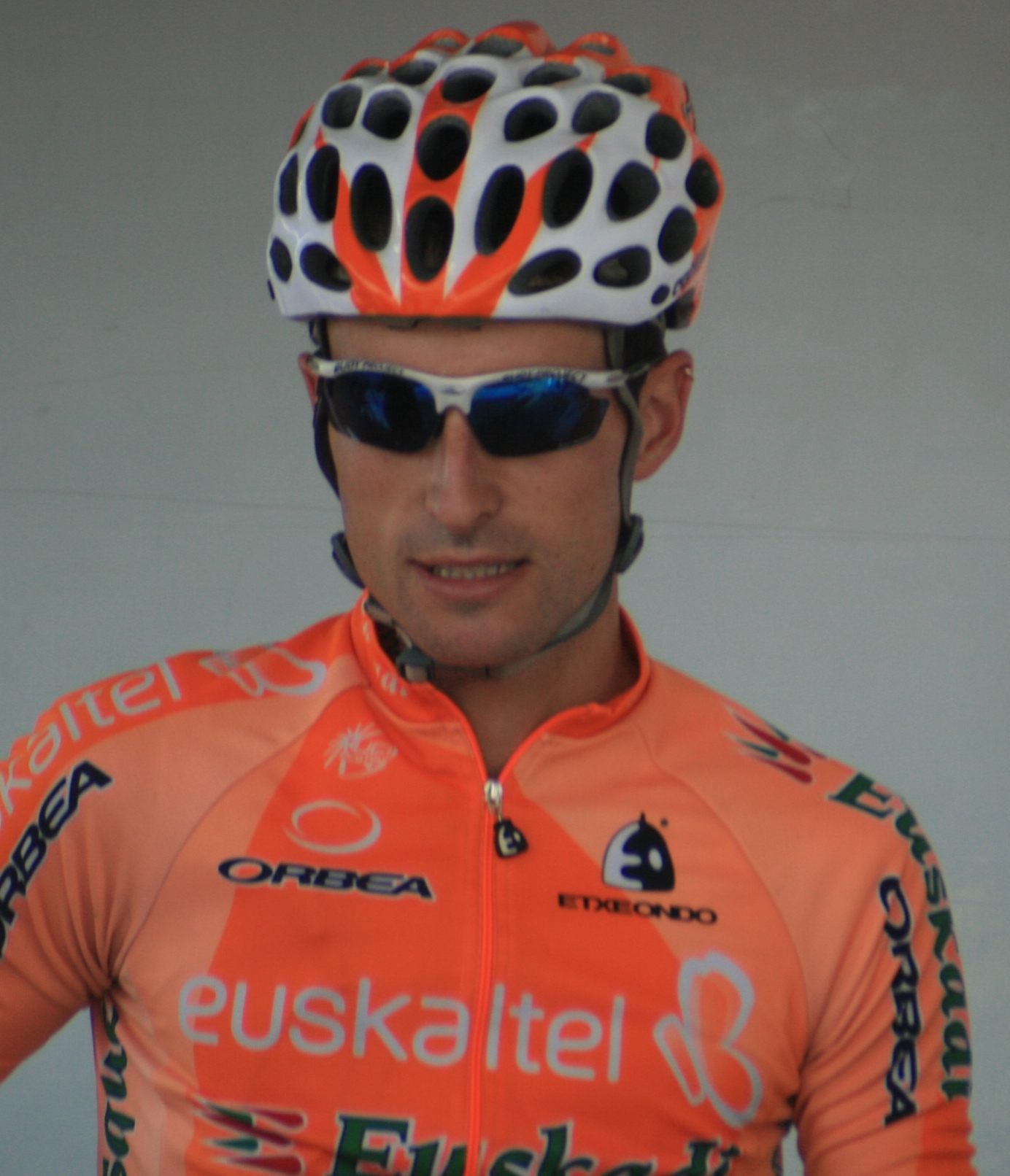
Josu Agirre

Josu Agirre Aseginolaza (* 23. Mai 1981 in Tolosa / Provinz Gipuzkoa im Baskenland) ist ein ehemaliger baskischer Radrennfahrer.
Er begann seine Karriere im Jahr 2004 bei der damaligen GS2-Mannschaft L.P.R. Nach einem Jahr wechselte er zum baskischen Continental Team Orbea, das im Jahr 2007 zu Orbea-Laukiz F.T. wurde. Für dieses Team errang Agirre seinen ersten internationalen Elitesieg. Vor der Saison 2008 wechselte er zum  baskischen UCI ProTeam Euskaltel-Euskadi, bei dem er in diesem Jahr seine Karriere beendete.

## Erfolge
- 2006: eine Etappe Vuelta a Madrid

## Teams
- 2004: Team L.P.R.
- 2006: Orbea
- 2007: Orbea-Laukiz F.T.
- 2008: Euskaltel-Euskadi